# 泉沢町 (前橋市)
泉沢町（いずみさわまち）は、群馬県前橋市の地名。郵便番号は379-2101。2013年現在の面積は1.94km2。

## 地理
赤城山南麓の末端、西部は荒砥川左岸に位置している。大部分の土地はなだらかな傾斜地である。

### 河川
- 荒砥川

## 歴史
江戸時代頃からる地名である。はじめは大胡城主牧野氏領、元和2年に前橋藩領、明和5年に幕府領代官前沢藤十郎支配地、天明6年から館林藩領だった。

### 年表
- 1889年4月1日 町村制施行により、泉沢村は荒子村、ニ之宮村、今井村、富田村、荒口村、下大屋村、飯土井村、新井村、西大室村、東大室村と合併し南勢多郡荒砥村が成立する。
- 1896年4月1日 南勢多郡と東群馬郡が統合し勢多郡となる。
- 1957年2月20日 木瀬村と合併し城南村が成立する。
- 1967年5月1日 城南村が前橋市へ編入される。そのため前橋市泉沢町となる。

### 地名の由来
南東部の村主と称する所に湧出する泉を、村人は「御神水」と呼んでいた。地名はこの泉に由来している。

## 世帯数と人口
2017年（平成29年）8月31日現在の世帯数と人口は以下の通りである。
| 町丁   | 世帯数  | 人口  |
| ------ | ------- | ----- |
| 泉沢町 | 299世帯 | 787人 |

## 小・中学校の学区
市立小・中学校に通う場合、学区は以下の通りとなる。
| 番地 | 小学校             | 中学校             |
| ---- | ------------------ | ------------------ |
| 全域 | 前橋市立荒子小学校 | 前橋市立荒砥中学校 |

## 交通

### 鉄道
鉄道駅はない。

### 道路
国道は通っておらず、県道は群馬県道74号伊勢崎大胡線、群馬県道76号前橋西久保線が通っている。

## 施設
- 泉澤神社
- 泉沢町構造改善センター